# 滇略

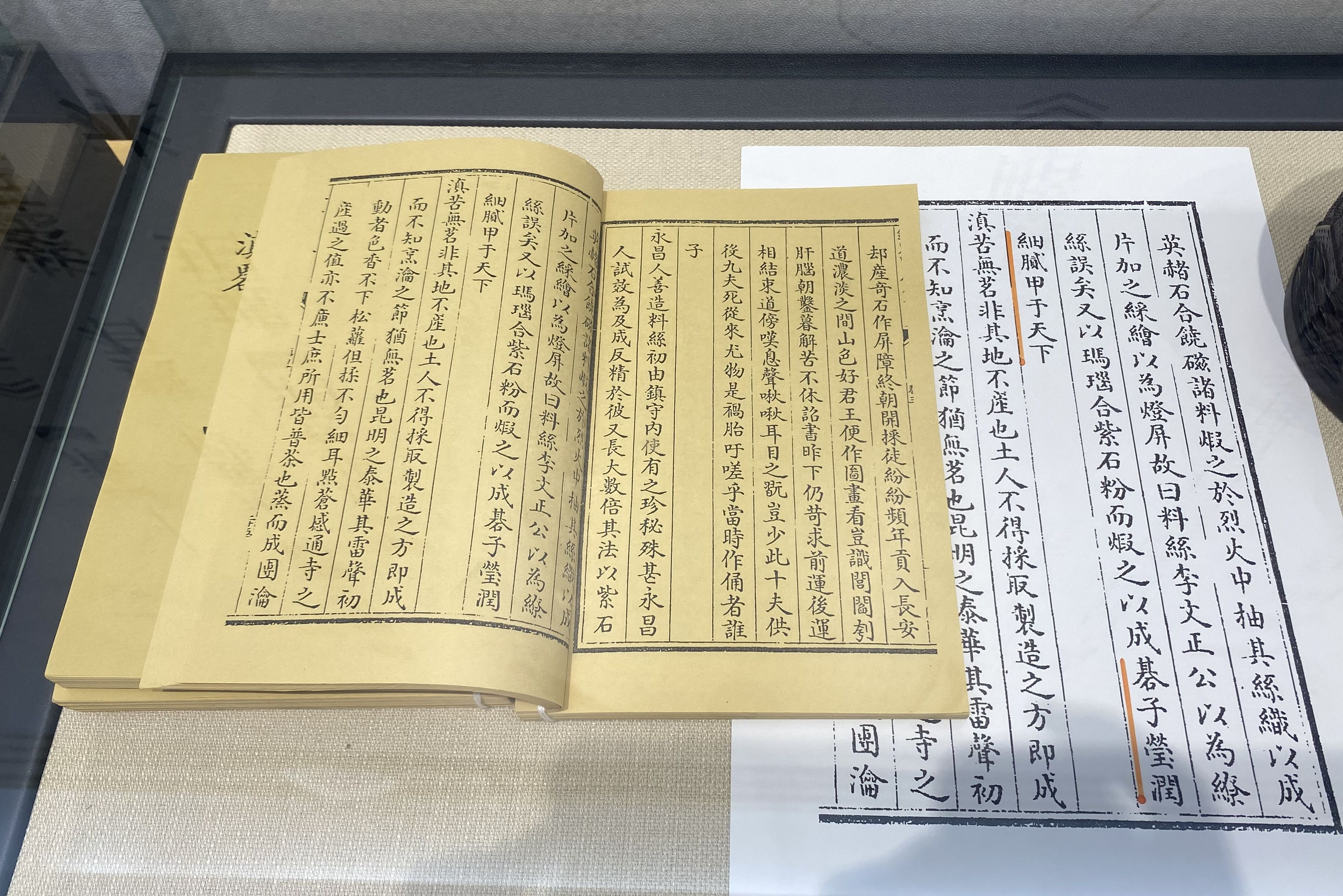
《滇略》复制品

《滇略》是明朝文学家谢肇淛所著的一部书，记载云南地区风物、历史，一般归为方志类别，全文收入《四库全书》史部地理类都会郡县之属:375。谢肇淛在明万历四十六年（1618年）任云南布政司右参政:803，弹压滇西，驻叶榆（今大理下关），期间搜罗资料，整理编撰十卷本《滇略》:283。
《滇略》成书于万历四十八年（1620年），又说1621年，由大理知府薛承教作序，方国瑜认为约在天启五年（1625年）刊刻，也有学者认为刊刻时间应当早于1625年:804。清乾隆年间，学者杭世骏获得原刊本，为其作跋，收于《道古堂集》:5。

## 内容
《滇略》材料多取自《万历云南通志》:433，又说取自《景泰云南图经志书》:5。以《俗略》内容较多，反映明代云南人民的节日风尚和物产花卉，保存许多民俗学材料，但也有章节过于简略:5。因谢肇淛本是文人，该书叙述有法，行文流畅，无冗赘词汇:184。
- 卷一：《版略》，记载省、府、州沿革及疆域；
- 卷二：《胜略》，记载山川、形胜、寺庙；
- 卷三：《产略》，记载物产；
- 卷四：《俗略》，记载风俗；
- 卷五：《绩略》，记载名宦；
- 卷六：《献略》，记载乡贤；
- 卷七：《事略》，按编年体记载春秋至万历十四年（1586年）的要事；
- 卷八：《文略》，记载艺文；
- 卷九：《夷略》，记载少数民族；
- 卷十：《杂略》，记载琐事。[11]:469

## 版本
《滇略》现存版本有：
| 版本     | 藏馆/出版机构      | 来源                                                                                   |
| -------- | ------------------ | -------------------------------------------------------------------------------------- |
| 明刻本   | 中国国家图书馆     | 一部为原郑振铎藏书，仅一至三卷；另一部不明，仅一至六卷。                               |
| 明刻本   | 上海图书馆         | 不明。                                                                                 |
| 明刻本   | 南京图书馆         | 一部为原许厚基藏书，1940年被国立中央图书馆收购；另一部原为倪模藏书。                   |
| 明刻本   | 美国国会图书馆     | 原为行人司藏本，1940年9月18日入藏。                                                    |
| 明刻本   | 日本静嘉堂文库     | 原为皕宋楼藏本。                                                                       |
| 清抄本   | 中国国家图书馆     | 文津阁《四库全书》。                                                                   |
| 清抄本   | 上海图书馆         | 岳雪楼藏本，抄自文澜阁《四库全书》。                                                   |
| 清抄本   | 南京图书馆         | 原为八千卷楼藏本。                                                                     |
| 清抄本   | 浙江图书馆         | 文澜阁《四库全书》。                                                                   |
| 清抄本   | 甘肃省图书馆       | 文溯阁《四库全书》。                                                                   |
| 清抄本   | 台湾故宫博物院     | 文渊阁《四库全书》。                                                                   |
| 民国抄本 | 云南省图书馆       | 一部为李根源1926年抄自许厚基藏明刻本，另一部为袁嘉谷抄自杭州文澜阁《四库全书》本。     |
| 民国抄本 | 云南大学图书馆     | 方树梅抄自袁嘉谷抄本。                                                                 |
| 民国抄本 | 中央民族大学图书馆 | 抄自中国国家图书馆六卷残本。                                                           |
| 影印本   | 台湾商务印书馆     | 影印文渊阁《四库全书》本，1983年出版。                                                 |
| 影印本   | 北京商务印书馆     | 影印文津阁《四库全书》本，2005年出版。                                                 |
| 影印本   | 杭州出版社         | 影印文澜阁《四库全书》本，2015年出版。                                                 |
| 影印本   | 兰州大学出版社     | 《中国西南文献丛书》，以文渊阁《四库全书》影印本为底本，2003年出版。                   |
| 影印本   | 中华书局           | 《云南历代方志集成》，2020年出版。                                                     |
| 影印本   | 北京燕山出版社     | 《现存明代西南方志集成》，影印明万历间刻本，2021年出版。                               |
| 点校本   | 云南大学出版社     | 方国瑜主编《云南史料丛刊》，收入第六卷，以袁嘉谷抄本为底本，台湾商务印书馆影印本复校。 |
| 点校本   | 云南人民出版社     | 李春龙主编《续云南备征志》点校本，原本可能是袁嘉谷抄本。                               |

《云南史料丛刊》点校本为当今通行本。《四库全书》版本有四库馆臣篡改痕迹，如将“胤”字避讳作。